# Арсеньево (Орловская область)
Арсе́ньево — деревня в Мценском районе Орловской области России. Входит в состав Протасовского сельского поселения.

## География
Деревня находится в северной части Орловской области, в лесостепной зоне, в пределах центральной части Среднерусской возвышенности, на левом берегу ручья Алёшня (приток реки Алёшня), на расстоянии примерно 20 км (по прямой) к югу от Мценска, административного центра района. Абсолютная высота — 173 м над уровнем моря.
Климат
Климат характеризуется как умеренно континентальный с умеренно морозной зимой и теплым, иногда жарким летом. Средняя многолетняя температура самого холодного месяца — января, составляет −9,4 °С, температура самого теплого +19 °С.
Часовой пояс
Деревня Арсеньево, как и вся Орловская область, находится в часовой зоне МСК (московское время). Смещение применяемого времени относительно UTC составляет +3:00.

## Население
| 2010 |
| ---- |
| 0    |

## Известные уроженцы, жители
- Корольков, Николай Кузьмич (1924—1999) — советский государственный и общественный деятель.